# 陳氏姬石蛾
陳氏姬石蛾（学名：Hydroptila cheni）为姬石蛾科姬石蛾屬下的一个种。